# اس‌تی‌اس-۹۴
اس‌تی‌اس-۹۴ (انگلیسی: STS-94) یکی از ماموریت‌های برنامه شاتل‌های فضایی بود که در تاریخ ۱ ژوئیه ۱۹۹۷ از پایگاه فضایی کندی به فضا پرتاب شد. این ماموریت حدوداً دو هفته‌ای توسط شاتل کلمبیا انجام گرفت و بخشی از مطالعات پیرامون جاذبه در فضایی بود.